# 7Up

Foto van een restaurant uit 1940, met rechts een reclamebord voor 7Up.

7Up (of Seven-Up) is een frisdrankmerk van Dr Pepper Snapple Group in de Verenigde Staten en PepsiCo in de rest van de wereld.

## Geschiedenis
- 1929: De originele 7UP, een kleurloze koolzuurhoudende frisdrank met lemon-limesmaak, werd bedacht door Charles Leiper Grigg uit St. Louis, Missouri in de Verenigde Staten.[1] De originele naam was Bib-Label Lithiated Lemon-Lime Soda, maar de naam werd snel veranderd in de huidige naam 7UP.
- 1952: De introductie op de Nederlandse markt door Joe van Bussel en Gerrit van Rooij te Amsterdam onder de naam 'G.B. van Rooij N.V.', een naam die in 1953 werd gewijzigd in: 'Seven-Up Bottling Company Amsterdam N.V.' die weer productielicenties uitgaf aan regionale bottelarijen als Vrumona, dit om het product zo spoedig mogelijk op de markt te krijgen.
- 1961: De Coca-Cola Company introduceert Sprite om de concurrentie aan te gaan met 7UP.
- 1970: 7UP introduceert zijn eerste light variant onder de naam: Sugar-Free 7UP.
- 1987: Cherry 7UP and Diet Cherry 7UP maken hun debuut in de markt.

## Naamgeving
Grigg heeft nooit verteld hoe hij op de naam 7UP is gekomen, waardoor er geruchten de ronde doen:
- De 7 komt van de oorspronkelijke hoeveelheid per fles, 7 ounces, de "up" van bottoms up, oftewel 'proost!'
- De 7 zou staan voor de zeven oorspronkelijke ingrediënten en de "up" voor de koolzuur.
- De 7 zou staan voor het massagetal van het element lithium, een van de ingrediënten van de oorspronkelijke 7-up was het psycho-actieve bestanddeel lithiumcitraat.

## Marketing
Het merk werd sinds begin jaren 90 aangeprezen door Fido Dido, een getekende figuur met een relaxte uitstraling. Fido Dido maakte in 2019 zijn comeback.